# انانگویه (ادزوپی)
انانگویه (ادزوپی) (به لاتین: Ananguié (Adzopé)) یک منطقهٔ مسکونی در ساحل عاج است که در Agnéby واقع شده‌است.